# 보일러 룸 (음악 프로젝트)

보일러 룸(Boiler Room)은 영국의 온라인 음악 방송 플랫폼이다. 2010년 3월 블레이즈 벨빌이 만들었고 유튜브를 통해 세계 각지의 서브컬처 댄스음악씬을 소개한다. 한국에도 '보일러룸 서울'이라는 이름으로 공연을 개최한 바 있다. 2024년 7월 28일 열린 '보일러룸 서울 2024' 행사에서 과도한 모객으로 인해 호흡곤란 환자 5명이 발생한 사고가 있었다.